# Alisdair Simpson
Alisdair Simpson (31 dicembre 1969) è un attore britannico.

## Biografia
Simpson si è diplomato alla Bristol Old Vic Theatre School nel 1995 ed ha iniziato la carriera recitativa sin da subito prendendo parte a numerose produzioni teatrali in Inghilterra. La sua caratteristica voce profonda, con accento in perfetta Received Pronunciation, lo hanno reso anche uno dei più produttivi narratori per spot pubblicitari, audioguide e soprattutto documentari, per reti come la BBC, Discovery Channel o National Geographic e si ricordano: Pompeii: The Last Day, Genghis Khan, Ancient Megastructures, Expedition Borneo, The Science of Superstorms, NASA: Triumph and Tragedy, Nazi Hunters, Nazi Collaborators, Secret War e Operation Iceberg. È inoltre la voce narrante nella versione inglese di 1000 modi per morire e di Dittatori del Novecento.
Ha preso inoltre parte anche a varie serie televisive, tra le quali Spooks, Metropolitan Police, Casualty, Waking the Dead e Il Trono di Spade.

## Filmografia

### Televisione
- No Bananas – miniserie TV, 1 episodio (1996)
- Soldier Soldier – serie TV, 1 episodio (1996)
- Men Behaving Badly – serie TV, 1 episodio (1997)
- Teachers – serie TV, 2 episodi (2001)
- Jack e il fagiolo magico (Jack and the Beanstalk: The Real Story) – film TV (2001)
- Casualty – serie TV, 1 episodio (2001)
- Doctors – serie TV, 3 episodi (2001, 2010, 2013)
- Spooks – serie TV, 1 episodio (2001)
- Metropolitan Police (The Bill) – serie TV, 1 episodi (2003, 2005)
- Broken News – serie TV, 1 episodio (2005)
- The Worst Week of My Life – serie TV, 1 episodio (2005)
- Waking the Dead – serie TV, 2 episodi (2007)
- Sea of Souls – serie TV, 1 episodio (2007)
- The Whistleblowers – serie TV, 1 episodio (2007)
- Hotel Babylon – serie TV, 1 episodio (2008)
- 1000 modi per morire (1000 Ways to Die) – serie TV, 74 episodi (2008-2012)
- The Royal Bodyguard – serie TV, 1 episodio (2012)
- Il Trono di Spade (Game of Thrones) – serie TV, stagione 4, 2 episodi (2014)
- A caccia di miti (Myth Hunters) – documentario TV, 2 episodi (2014-2015)
- Operation Gold Rush with Dan Snow – miniserie TV, 3 episodi (2016)

## Doppiatori italiani
Da doppiatore è sostituito da:
- Alessandro Conte in Final Fantasy XVI